# Azet (település)
Azet település Franciaországban, Hautes-Pyrénées megyében. Lakosainak száma 146 fő (2022. január 1.). Azet Camparan, Adervielle-Pouchergues, Ens, Estensan, Génos, Grailhen és Saint-Lary-Soulan községekkel határos.

## Népesség
A település népességének változása:
| Lakosok száma | 152  | 159  | 156  | 148  | 143  | 143  | 143  | 143  | 146  |
|               | 2013 | 2015 | 2016 | 2017 | 2018 | 2019 | 2020 | 2021 | 2022 |